# IJlandsche Wetering
De IJlandsche Wetering is een afwateringskanaal aan de zuidgrens van de voormalige polder Heicop in de provincie Utrecht. Deze polder ligt ten zuiden van de woonplaats De Meern in de gemeente Utrecht. De IJlandsche Wetering loopt voornamelijk van west naar oost en voert overtollig polderwater af naar het Amsterdam-Rijnkanaal. Na het passeren van de A2 even ten zuiden van Knooppunt Oudenrijn wordt ook de grens tussen de polders Heicop en Galecop gepasseerd en verandert de naam van het afwateringskanaal in Galecopperwetering. Voordat het Amsterdam-Rijnkanaal bestond, liep deze wetering verder door naar het oosten en mondde uit in de Vaartsche Rijn.
Centrum: Drift · Kromme Nieuwegracht · Nieuwegracht · Oudegracht · Plompetorengracht · Stadsbuitengracht

Overig: Achtkantemolenvliet · Alendorperwetering · Amsterdam-Rijnkanaal · Biltsche Grift · Blekersgracht · Bijleveld · Haarrijn · Heicop · Heren- of Moesgracht · Jutfase Wetering . Keulse Vaart · Koekoeksvaart · Kromme Rijn · Kruisvaart/Bloemgracht · Lange Vliet · Leidse Rijn · Liesveldse Wetering · Maria- of Kruisvaartdwarsgracht · Merwedekanaal · Middelwetering (Heicop) · Middelwetering (Vleuterweide) . Minstroom · Noorderstroom · Oosterstroom · Otterstroom · Oude Rijn · Oude Wetering . Reijerscopse Wetering . Rijn . Uraniumkanaal · Vaartsche Rijn · Vecht · Vikingrijn · Vleutense Wetering · Westerstroom · IJlandsche Wetering · IJsselwetering . Zwarte Water